# Alisea Airlines
Alisea Airlines era uma companhia aérea charter com sede na Itália, fundada em 1999 como Italfly.

## História
A Alisea Airlines foi fundada em 1999 e encerrou as operações em 2003.

## Frota
A frota da Alisea Airlines consistia nas seguintes aeronaves:
| Aeronaves               | Total | Notas |
| ----------------------- | ----- | ----- |
| ATR 72-212A             | 1     |       |
| Boeing 737-300          | 1     |       |
| Boeing 737-400          | 1     |       |
| McDonnell Douglas MD-83 | 1     |       |
| Total                   | 4     |       |